# Katakumby świętego Sebastiana
Katakumby świętego Sebastiana – podziemny kompleks cmentarny w Rzymie w dzielnicy Ardeatino, rozciągający się wzdłuż antycznej Via Appia.
Są jedynymi katakumbami rzymskimi, do których dostęp w ciągu wieków pozostawał stale otwarty. Posiadały cztery podziemne piętra, z których pierwsze prawie całkowicie uległo zniszczeniu. Wejście do katakumb, otwartych dla publiczności, znajduje się na terenie klasztoru franciszkanów przy Via Appia Antica 136.

## Toponim
W czasach starożytnych lokalizacja określana były jako in catacumbas. Było to tłumaczenie z greki zwrotu obok grobów. Wcześniej wydobywano w tym miejscu pucolanę. Pozostałości wyrobiska znajdują się pod obecną bazyliką św. Sebastiana za Murami. Wyrobiska używane były jako miejsca pochówku w czasach pogańskich. Zwyczaj chowania w tym miejscu przejęli później chrześcijanie. Nazwę, używaną pierwotnie dla określenia podziemnego cmentarza w tym miejscu, zaczęto następnie stosować dla określenia wszystkich zespołów hypogeów o podobnej strukturze (katakumba, katakumby).
Katakumby, nazywane Katakumbami świętego Sebastiana dopiero od okresu późnego średniowiecza, określano już w III wieku mianem in memoria apostolorum. Toponim związany z tradycją, według której znajdowały się w nich relikwie świętych Apostołów Piotra i Pawła. Dokument Depositio martyrum z połowy III wieku, pod datą 29 czerwca wymienia obchód wspomnienia męczeństwa Piotra in catacumbas, zaś Pawła przy Via Ostiense (Opactwo Tre Fontane). Martyrologium Hieronymianum z V wieku pod tą samą datą wymienia wspomnienie Piotra na Watykanie, Pawła na Via Ostiense oraz wspólne w katakumbach – utrumque in catacumbas Tusco et Basso consulibus (za czasów konsulów Tusco i Basso, tzn. w 258 roku).

## Męczennicy
Najwcześniejsze źródła wiążą z katakumbami przy Via Appia postacie trzech męczenników: Sebastiana, Kwiryna i Eutychiusza. Tych świętych wymienia katalog Notula oleorum z VII wieku. Opisy pątników z późnego średniowiecza nie wymieniają Eutychiusza, ponieważ do jego katakumby nie można już było dotrzeć.
W Depositio martyrum odnotowano datę pochówku św. Sebastiana in catacumbas dnia 20 stycznia. Posiadamy mało informacji o tym męczenniku. Św. Ambroży pod koniec IV wieku podawał, iż Sebastian pochodził z Mediolanu i poniósł śmierć męczeńską w Rzymie podczas prześladowania za czasów cesarza Dioklecjana. Dokument z V wieku opisujący śmierć męczennika, tzw. passio, opisuje go jako wojskowego, pochodzącego z Narbony w Galii, z rodziny mediolańskiej. Miał zginąć w Rzymie za czasów Dioklecjana. Relikwie świętego męczennika miały pozostawać w katakumbach do IX wieku. Przeniesiono je następnie w obręb murów miejskich. Obecnie znajdują się w kaplicy dedykowanej świętemu przy Via Appia, w bazylice wzniesionej nad katakumbami.
Kwiryn z Szombathely był biskupem w Panonii. Zginął za czasów Dioklecjana. Jego relikwie przywieźli do Rzymu pątnicy w IV–V wieku. O Eutychiuszu nic nie wiadomo. Jego grób odnaleziono podczas wykopalisk archeologicznych w XX wieku na terenie zawalonych katakumb.

## Historia
Dzięki wykopaliskom prowadzonym przy Via Appia w XIX i XX wieku, odtworzono historię topograficzną i archeologiczną terenu, na którym znajdują się Katakumby św. Sebastiana.
Pierwotnie na tym terenie znajdowało się miejsce, w którym do końca II wieku wydobywano pucolanę. Następnie Rzymianie zaczęli chować tam zmarłych. Odnotowuje się katakumby niewolników i wolnych. Nie brak też grobów monumentalnych, szczególnie w ścianach dawnego wyrobiska. W mauzoleach tych znajdują się symbole kotwicy i ryby, co może świadczyć o późniejszym ponownym ich użyciu przez chrześcijan. W tym początkowym okresie zaczęto już żłobić ciągi galerii grzebalnych.
W połowie III wieku dawne wyrobisko zostało zasypane. Na wyższym poziomie archeolodzy odnaleźli:
- salę z portykiem, służącą jako miejsce pochówków z 600 graffiti zawierającymi wezwania do świętych Piotra i Pawła;
- edykułę wyłożoną marmurem, uznaną za miejsce przechowywania relikwii apostolskich, w czasach, gdy zostały one przeniesione do katakumb;
- pomieszczenie ze zbiornikiem na wodę.

Przeniesienie relikwii Piotra i Pawła do katakumb w połowie III wieku i ich odniesienie do miejsc pierwotnego spoczynku na początku IV wieku pozostaje wciąż kwestią sporną dla historyków i archeologów.
W pierwszej połowie IV wieku powyższe pomieszczenia zostały zasypane. Na tym terenie wzniesiono bazylikę konstantyńską.

## Opis

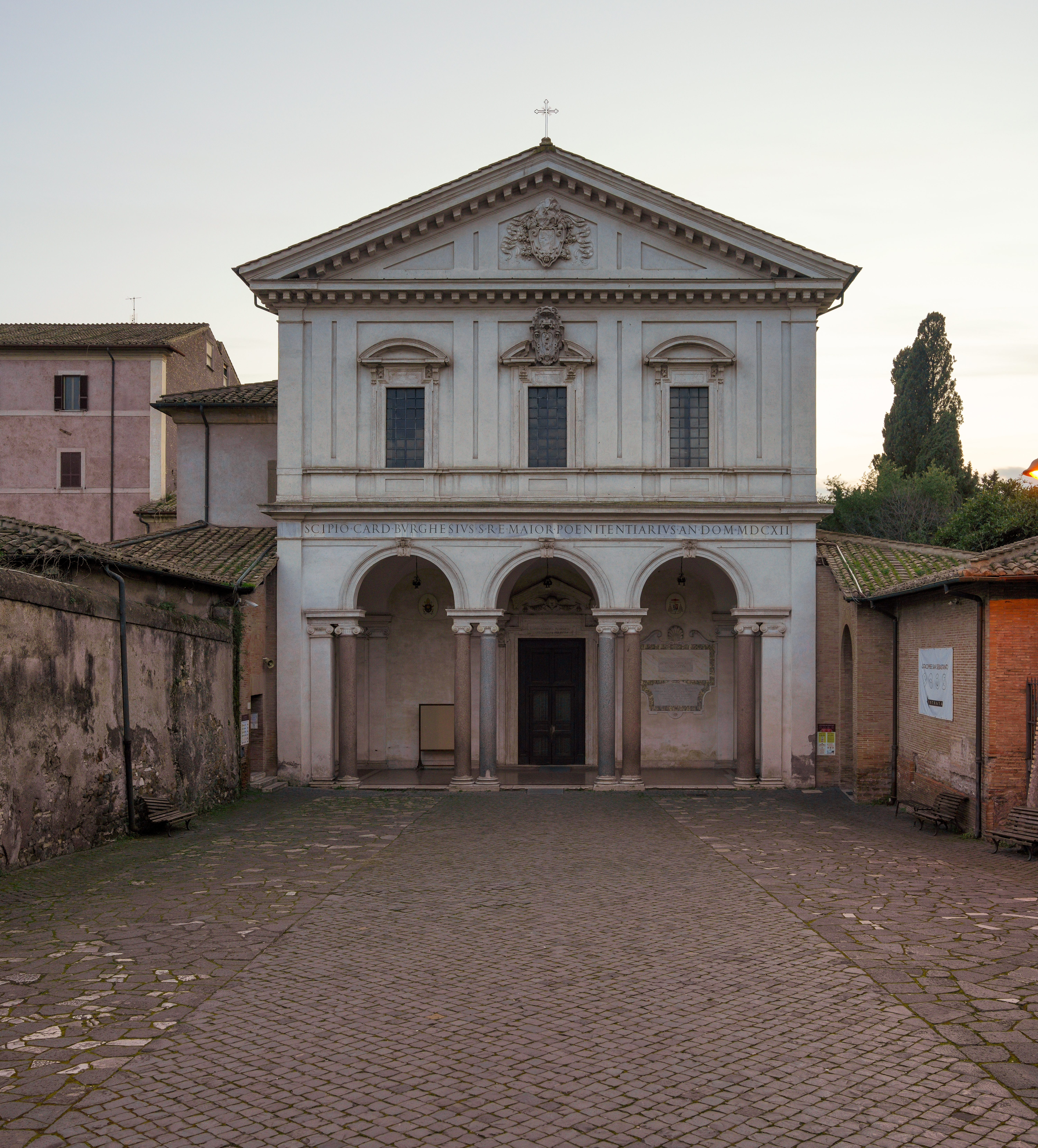
Bazylika nad Katakumbami św. Sebastiana

W części katakumb z II wieku znajdują się trzy mauzolea. Należały do osób dobrze usytuowanych. W okazałych murowanych fasadach znajduje się wejście, nad którym umieszczono inskrypcje określającą właściciela. Pierwsze mauzoleum należało do Marka Klodiusza Hermesa, drugie prawdopodobnie do jakiegoś stowarzyszenia zwanego innocentiores. Trzecie mauzoleum, określane w źródłach archeologicznych jako Mauzolemum topora, ze względu na rysunek znajdujący się na jego fasadzie, również należało do jakiegoś stowarzyszenia czy korporacji. Mazuolea te zostały odkryte w 1922.
W muzeum we wnętrzu prawej nawy bazyliki konstantyńskiej prezentowane są fragmenty sarkofagów paleochrześcijańskich z przełomu III i IV wieku.